# Randall (Kansas)
Pour les articles homonymes, voir Randall.
Randall est une ville américaine située dans le comté de Jewell, au Kansas. Selon le recensement de 2020, sa population est de 79 habitants.